# 罗瑞卿事件
罗瑞卿事件，是“文化大革命”开始前一年1965年中国共产党发生的一次事件，以身兼中共中央书记处书记、国务院副总理、中共中央军委秘书长、中国人民解放军总参谋长等重要职务的罗瑞卿被打倒而告终。

## 起始
1959年庐山会议后中国人民解放军总参谋长黄克诚被打倒，当上国防部长的中共中央副主席林彪提议让罗瑞卿当总参谋长，中共中央主席、中央军委主席毛泽东深知羅瑞卿“霸道”，對林說：“羅瑞卿渾身是刺，你不怕刺嗎？”林說不怕。周恩來說：“林副主席身體不好，軍隊具體工作總要有人幹。”毛同意林的提议，罗被任命为軍委秘書長、總參謀長。林彪的大撒手，使羅瑞卿史无前例的擁有很多重要的軍內外職務，中共中央書記處書記、國務院副總理、中央軍委秘書長、解放軍總參謀長等，集黨政軍大權於一身。
罗瑞卿做事的“霸道”缺点惹出不少是非，和贺龙等站在一起，与叶剑英等人有分歧。1965年8月，葉劍英來看望林彪，林有些不好意思。平時不管誰來，他很少先開口，這次他主動說：“他這個總長盡在外面惹事，羅長子這人，他對你們不尊敬，我要不斷地‘刮’他鼻子。”葉笑了，說：“今天主席叫我來，羅瑞卿的事你以後不要管了，以後由中央解決。”
1965年11月18日，林彪突然提出五项原则：
- 一、活学活用毛主席著作，特别要在“用”字上狠下功夫，把毛主席的书当成全军各项工作的“最高指示”。
- 二、坚持“四个第一”（人的因素第一，政治工作第一，思想工作第一，活的思想第一），大抓狠抓“活思想”。
- 三、领导干部要深入基层。
- 四、大胆提拔“真正优秀”的指战员到关键的岗位上。
- 五、苦练过硬的技术和近战、夜战战术。

日後平反時期中共官方称五项原则是“利用广大人民群众对党和毛泽东的信赖，蓄意制造个人迷信，并鼓吹‘政治可以冲击一切’。给军队建设造成了严重危害。”“（对这些错误）罗瑞卿进行了坚决抵制，并因此遭到林彪等人的诬陷。”

## 罗瑞卿遭批判

罗瑞卿和毛泽东

1965年11月，葉劍英突然又來到蘇州，向林彪傳達毛澤東的指示，說不要再保羅瑞卿了，再保對你沒好處。毛說：如果林彪身體不好，可由葉群代為彙報，并要叶群去向毛彙報羅的問題（之前葉劍英、楊成武等人已经向毛彙報過）。
張清林称，叶群生怕步庐山会议黄克诚支持彭德怀而被打倒的后尘，匆忙準備了“批羅”的材料，没对林彪说就去见毛。但中国官方称，是林彪在11月30日派叶群带着他的信和十一份材料坐专机赶到杭州，单独向毛作了几个小时的汇报，诬告罗。12月2日，毛泽东在阅看关于“突出政治”的一份报告中批示：“那些不相信突出政治，对于突出政治表示阳奉阴违而自己另外散布一套折中主义（即机会主义）的人们，大家应当有所警惕。”
12月8日－15日，毛泽东突然在上海召开并主持中共中央政治局扩大会议（又称上海会议）批判罗瑞卿，与会人员开会才知道是要批罗，林彪没有出席，叶群出席。叶在会上分三次作了约十小时的发言，“绘声绘色地捏造事实，说罗瑞卿如何逼迫林彪退位，要林‘不要挡路’，‘一切交给罗负责’。”罗瑞卿没有得到在会上申辩的机会。
12月16日，周恩来、邓小平向罗瑞卿传达毛泽东的谈话，罗听后要求去见毛，周告诉他不能同毛见面，罗又马上给林彪打电话要求见面。周见了后感慨地说：“太天真，你太天真了。”其后罗被隔离审查。王飛、林立衡称，由于林彪还是想保罗瑞卿，经葉群出主意，林讓羅瑞卿自己寫報告辭去軍事職務，结果羅就保住了中央書記處書記、國務院副總理兩個地方職務。

## 罗瑞卿失去全部工作
1966年1月5日，毛泽东说：“这个人就是盛气凌人，锋芒毕露。”“我也同罗瑞卿说过，要他到哪个省去搞个省长，他不干。军队工作是不能做了……”3月4日－4月8日“中央工作组”在北京开会以揭发批判罗瑞卿，與會者包括軍委常委、各總部、公安部、國防工辦、國防科委、軍事科學院和大部分軍區、軍兵種負責人，林彪、叶群没有到会。会议最后作出了《关于罗瑞卿同志错误问题的报告》称其：“敌视和反对毛泽东思想，诽谤和攻击毛泽东同志。”“推行资产阶级路线，反对毛主席军事路线，擅自决定全军大比武，反对突出政治。”“搞独立王国。”“公开向党伸手，逼迫林彪同志‘让贤’、让权，进行篡军反党的阴谋活动。”“妄图夺取兵权，达到他篡军反党的罪恶目的”，是“打着红旗造反”的“埋藏在我们党内的‘定时炸弹’。”会议期间3月18日，罗瑞卿从三楼跳下导致双脚跟骨致伤，被送入北京医院治疗。上海会议半年后，罗剩下的两个职务被撤销。
《關於羅瑞卿同志錯誤的報告》附件：

- 《徹底粉碎羅瑞卿同志篡軍反黨的陰謀，高舉毛澤東思想的偉大紅旗奮勇前進》葉劍英。
- 《高舉毛澤東思想偉大紅旗，肅清羅瑞卿同志在公安工作中散佈的資產階級毒素》謝富治發言。
- 《堅決保衛毛澤東思想，徹底粉碎羅瑞卿同志的資產階級軍事路線和篡軍反黨的陰謀》蕭華發言。
- 《堅決捍衛偉大的毛澤東思想，徹底粉碎羅瑞卿同志篡軍反黨的陰謀》楊成武、王尚榮、雷英夫聯名發言。
- 《羅瑞卿同志3月12日的檢討》。
- 《彭真同志在批判羅瑞卿會議過程中的惡劣表現》1966年4月24日，葉劍英、蕭華、楊成武、劉志堅聯名給毛澤東、中共中央的信。

## 平反
文革爆发后，在一次谈话中，毛澤東幾次半調侃地說：“文化大革命是我發動的，成績是我的，缺點也是我的。”林彪都一聲不吭，周恩來见此接過話頭：“缺點是我們幹具體工作的。”谈话结束后邱会作問林為什麼不接毛的話，林說：“總理可以接，我是不能接的，我一接又要按到我的頭上。”
之后林彪在九一三事件中死亡。1973年12月21日，毛泽东说：“（罗瑞卿事件和贺龙事件及杨、余、傅事件）都是林彪搞的。我是听了林彪一面之辞，所以我犯了错误。小平讲，在上海的时候，对罗瑞卿搞突然袭击，他不满意，我赞成他。也是听了林彪的话，整了罗瑞卿呢。”之后相关被打倒的人并没有得到被平反，中共官方至今的解释是“江青、康生等继续寻找借口，一拖再拖，压住不办。”
文化大革命结束邓小平上台后，罗瑞卿得以平反。

## 延伸阅读
- 官偉勳：《我所知道的葉群》，中國文學出版社，1993年5月版，224頁。
- 吳法憲：《吳法憲回憶錄》，香港北星出版社，2006年9月。
- 舒云：《林彪画传》，明镜出版社，2007年5月，ISBN 978-1-932138-55-9。章节“林彪与毛泽东，谁能搞倒罗瑞卿”。